# Meiosquilla
Meiosquilla is een geslacht van kreeftachtigen uit de klasse van de Malacostraca (hogere kreeftachtigen).

## Soorten
- Meiosquilla dawsoni Manning, 1970
- Meiosquilla lebouri (Gurney, 1946)
- Meiosquilla quadridens (Bigelow, 1893)
- Meiosquilla randalli (Manning, 1962)
- Meiosquilla schmitti (Lemos de Castro, 1955)
- Meiosquilla swetti (Schmitt, 1940)
- Meiosquilla tricarinata (Holthuis, 1941)